# (5749) Urduja
(5749) Urduja est un astéroïde de la ceinture principale.

## Description
(5749) Urduja est un astéroïde de la ceinture principale. Il fut découvert le 17 mars 1991 à l'observatoire Palomar par Eleanor Francis Helin. Il présente une orbite caractérisée par un demi-grand axe de 3,01 UA, une excentricité de 0,08 et une inclinaison de 9,6° par rapport à l'écliptique.

## Compléments